# Đại học Hansung
Đại học Hansung (tiếng Hàn: 한성대학교) là một viện đại học ở Seoul, Hàn Quốc, được thành lập vào ngày 21 tháng 12 năm 1972. Cơ sở học xá Thiết kế (Design Campus) đặt tại Jongno-gu, Seoul.

## Dòng thời gian

### 1945–1989
- Ngày 25 tháng 9 năm 1945: Mua lại Trường Nghệ thuật Nữ sinh Kyungsung
- Ngày 5 tháng 10 năm 1945: Thành lập Tổ chức Học viện Hansung[2]
- Ngày 9 tháng 4 năm 1946: Được cấp phép cho Trường trung học và Nữ sinh Hansung
- Ngày 11 tháng 8 năm 1951: Đổi tên trường thành Trường trung học Cơ sở và trung học Nữ sinh Hansung
- Ngày 07 tháng 12 năm 1963: Hoàn thành nhà tập thể dục
- Ngày 21 tháng 12 năm 1972: Thành lập Đại học Nữ sinh Hansung
- Ngày 11 tháng 1 năm 1978: Đổi tên trường từ Đại học Nữ sinh Hansung thành Đại học Hansung[2]
- Ngày 29 tháng 12 năm 1981: Hoàn thành Hội trường Hành chính
- Ngày 5 tháng 10 năm 1983: Lễ động thổ Hội trường Phúc lợi Sinh viên
- Ngày 4 tháng 12 năm 1985: Quân đoàn Huấn luyện Sĩ quan Dự bị (ROTC) mới được thành lập
- Tháng 7 năm 1986: Mở rộng và di dời tòa nhà trường học
- Ngày 25 tháng 8 năm 1987: Hoàn thành việc xây dựng Woochongwan
- Ngày 30 tháng 11 năm 1987: Được cấp phép thành lập Trường đào tạo sau đại học về Quản trị Kinh doanh và Hành chính Công
- Ngày 30 tháng 11 năm 1988: Tách ra và tăng quy mô của Trường đào tạo sau đại học về Quản trị Kinh doanh và Hành chính Công
- Ngày 6 tháng 11 năm 1989: Trường đào tạo sau đại học mới được thành lập

### 1990–1999
- Ngày 27 tháng 2 năm 1990: Hoàn thành Hội trường Khoa học và mở Văn phòng Tính toán Điện tử
- Ngày 14 tháng 6 năm 1991: Khai trương Phòng triển lãm Lịch sử Đời sống Nông nghiệp
- Ngày 29 tháng 11 năm 1991: Hoàn thành Tháp Biểu tượng của Học viện Hansung
- Tháng 12 năm 1991: Tuyển sinh học kỳ đầu tiên và học kỳ thứ hai cho năm học 1992
- Tháng 3 năm 1993: Được thăng cấp thành trường đại học tổng hợp[2]
- Tháng 10 năm 1993: Thành lập Trường đào tạo sau đại học về Nghệ thuật
- Tháng 10 năm 1995: Thành lập Trường đào tạo sau đại học về Thông tin và Thương mại Quốc tế
- Tháng 10 năm 1996: 6 trường đại học, 16 chuyên ngành, 14 khoa, 1.230 sinh viên mới nhập học
- Tháng 11 năm 1998: Khoa Bất động sản và Khoa Nghệ thuật Thời trang được thành lập tại Trường đào tạo sau đại học về Nghệ thuật; Tổ chức lại 6 trường đại học, 16 chuyên ngành, 15 khoa, tuyển mới 1.620 sinh viên.
- Tháng 1 năm 1999: Chuyển đổi 30% sinh viên buổi tối thành ban ngày; Tuyển sinh 960 sinh viên ban ngày và 660 sinh viên buổi tối
- Ngày 6 tháng 3 năm 1999: Hoàn thành việc xây dựng bài giảng
- Ngày 17 tháng 10 năm 1999: Cựu Thủ tướng Tây Đức Helmut Schmidt đến thăm trường (trao bằng danh dự)
- Tháng 11 năm 1999: Đổi tên Trường đào tạo sau đại học về Thông tin và Thương mại Quốc tế thành Trường sau đại học về Các vấn đề Quốc tế

### 2000–nay
- Ngày 7 tháng 2 năm 2000: Được bình chọn là trường đại học nổi bật nhất trong đánh giá toàn diện các trường đại học năm 1999
- Ngày 7 tháng 2 năm 2000: Trường đào tạo sau đại học về Bất động sản được thành lập
- Tháng 10 năm 2000: Trường đào tạo sau đại học về Sư phạm được thành lập
- Ngày 13 tháng 9 năm 2001: Tiến sĩ Lee Sang-Hee nhậm chức chủ tịch thứ 10 của hội đồng quản trị
- Ngày 22 tháng 9 năm 2001: Mua cơ sở học xá Daehangno (Daehangno Campus)
- Ngày 24 tháng 10 năm 2001: Lễ động thổ Hội trường Khoa, Thư viện và Hội trường Phụ của Hội trường Sinh viên
- Ngày 15 tháng 10 năm 2002: Tiến sĩ Han Wan-Sang nhậm chức hiệu trưởng thứ 4
- Tháng 9 năm 2002: Hoàn thành Hội trường Nghiên cứu (Hội trường Khoa)
- Tháng 12 năm 2002: Hoàn thành Inseonggwan (Đơn vị Cộng đồng Sinh viên)
- Ngày 1 tháng 7 năm 2003: Đạt chứng chỉ ISO 9001
- Tháng 10 năm 2003: Hoàn thành Tòa nhà Thư viện Mới
- Năm 2015: Được chỉ định là trường đại học ưu tiên về quản lý du học sinh ngoại quốc[2]
- Ngày 2 tháng 3 năm 2015: Tiến sĩ Lee Jong-Hoon nhậm chức chủ tịch thứ 15 của hội đồng quản trị
- Ngày 1 tháng 2 năm 2016: Tiến sĩ Lee Sang-Han nhậm chức hiệu trưởng thứ 8

## Học thuật

### Khoa ngành đào tạo đại học

#### Đại học Nhân văn
- Khoa Ngôn ngữ & Văn học Hàn Quốc (Ban ngày & Buổi tối)
  - Chuyên ngành Ngôn ngữ và Văn học Hàn Quốc
  - Chuyên ngành ngôn ngữ Hàn Quốc ứng dụng
- Khoa Ngôn ngữ & Văn học Anh (Ban ngày & Buổi tối)
  - Chuyên ngành Ngôn ngữ Anh
  - Chuyên ngành Văn học Anh
- Khoa Lịch sử và Văn hóa (Ban ngày & Buổi tối)
  - Chuyên ngành Lịch sử và Văn hóa Hàn Quốc
  - Chuyên ngành Lịch sử và Văn hóa Đông Á
  - Chuyên ngành Lịch sử và Văn hóa Âu-Mỹ
- Khoa Khoa học Thông tin & Tri thức (Ban ngày & Buổi tối)
  - Chuyên ngành Thư viện & Khoa học Thông tin
  - Chuyên ngành Lưu trữ và Quản lý Hồ sơ Trường Đại học Khoa học Xã hội

#### Đại học Khoa học Xã hội
- Khoa Quản trị Kinh doanh (Ban ngày & Buổi tối)
  - Chuyên ngành Quản trị Kinh doanh
  - Chuyên ngành Thông tin & Quản lý
- Khoa Hành chính Công và Kinh tế học (Ban ngày & Buổi tối)
  - Chuyên ngành Hành chính Công
  - Chuyên ngành Kinh tế học và Thông tin
- Khoa Thương mại Quốc tế và Bất động sản (Ban ngày & Buổi tối)
  - Chuyên ngành Thương mại Quốc tế
  - Chuyên ngành Bất động sản

#### Đại học Nghệ thuật
- Khoa Khiêu vũ
- Khoa Hội họa
  - Chuyên ngành Hội họa phương Đông
  - Chuyên ngành Hội họa phương Tây
- Khoa Nội dung Thiết kế Truyền thông
  - Chuyên ngành Thiết kế Truyền thông Siêu phương tiện
  - Chuyên ngành Hoạt họa hình ảnh (Animation) & Tương tác Sản phẩm
  - Chuyên ngành Thiết kế Nội thất
- Khoa Kinh doanh & Thiết kế Thời trang (Ban ngày & Buổi tối)
  - Chuyên ngành thiết kế thời trang
  - Chuyên ngành Kinh doanh & Thời trang May mặc

#### Đại học Kỹ thuật
- Khoa Kỹ thuật Máy tính (Ban ngày & Buổi tối)
  - Chuyên ngành Xử lý Thông tin Truyền thông Đa phương tiện
  - Chuyên ngành Hệ thống Máy tính
- Khoa Kỹ thuật Thông tin (Ban ngày & Buổi tối)
  - Chuyên ngành Kỹ thuật Thông tin & Truyền thông liên lạc
  - Chuyên ngành Hệ thống Phần mềm
- Khoa Kỹ thuật Hệ thống Cơ khí & Công nghiệp (Ban ngày & Buổi tối)
  - Chuyên ngành Kỹ thuật Công nghiệp
  - Chuyên ngành Kỹ thuật Hệ thống Cơ khí

#### Khoa Nghiên cứu về Giảng dạy
Nguồn: